# تروند أندرسن
تروند أندرسن (بالنرويجية البوكمول: Trond Andersen)‏ (6 يناير 1975 في النرويج - ) هو مدرب كرة قدم ولاعب كرة قدم نرويجي في مركز الدفاع، شارك في بطولة أمم أوروبا 2000. وشارك مع منتخب النرويج تحت 17 سنة لكرة القدم ومنتخب النرويج تحت 18 سنة لكرة القدم ومنتخب النرويج تحت 21 سنة لكرة القدم ومنتخب النرويج لكرة القدم. أما مع النوادي، فقد لعب مع نادي أوبه ونادي بروندبي ونادي مولده ونادي ويمبلدون والبورك بولدسبيلكلوب ‏ وClausenengen FK ‏.

## وصلات خارجية
- تروند أندرسن على موقع الاتحاد الدولي (مؤرشف)  (الإنجليزية)
- تروند أندرسن على موقع اتحاد النرويج (النرويجية)
- تروند أندرسن على موقع قاعدة بيانات كرة القدم.إي يو (الإنجليزية)
- تروند أندرسن على موقع ناشيونال فوتبول تيمز (الإنجليزية)
- تروند أندرسن على موقع Soccerway.com (الإنجليزية)
- تروند أندرسن على موقع عالم كرة القدم.نت (الإنجليزية)